# Pierson (Florida)
Pierson è una città degli Stati Uniti d'America, situata in Florida, nella Contea di Volusia.